# Dannebrog (яхта)
«Даннеброг» (дат. KDM Dannebrog) — яхта Её Величества королевы Дании Даннеброг (A540). Яхта в настоящее время является официальной и частной резиденцией Её Величества Королевы Дании, Его Королевского Высочества принца-консорта и членов королевской семьи во время официальных визитов за границу и на летних круизах в датских водах. Когда яхта находится в море, она также может использоваться как патрульное и патрульно-спасательное судно.

## История создания
Название «Даннеброг» связано с датским названием флага страны. Яхта была заложена на военно-морской верфи в Копенгагене в 1931 году, введена в эксплуатацию 26 мая 1932 года. Она заменила старую историческую колесную яхту «Dannebrog» 1879 года. Яхта имеет двойную функцию: это, в первую очередь, королевская яхта, в чрезвычайных обстоятельствах она может стать госпитальным судном.

## Конструкция
Корпус судна стальной; имеет нос по типу клипера и эллиптическую корму, свойственную боевым кораблям того времени. В передней части располагаются каюты экипажа и трюм, ближе к средней части — машинное отделение, в корме — Королевские апартаменты. В ходе визитов в датские и иностранные порты на юте проводят приемы.
В королевские апартаменты входят обеденный салон, гостиная, спальня и т. д. Дизайн помещении разработан при непосредственном участии королевы и принца-консорта. Частично используется меблировка от предыдущей яхты.
Поскольку яхта входит в состав ВМС, экипаж набран из военных моряков. Состоит из 9 офицеров, 7 унтер-офицеров и 36 матросов. Офицеры, как правило, прикомандированы на срок от двух до четырёх лет.

## Служба
С момента начала эксплуатации яхта прошла более 300 тысяч морских миль (600 тыс. км) и посетила большинство портов Дании, Гренландии и Фарерских островов. Яхта также посетила большинство портов Европы, особенно во Франции. Совершала круизы в Средиземном и Карибском морях.
В 1980—1981 году яхта прошла капитальный ремонт с заменой двигательной установки и навигационного оборудования. На данный момент яхта всё ещё находится в строю. Многочисленные проверки показали что корпус корабля находится в отличном состоянии.
6 сентября 2011 года в рамках государственного визита в РФ Её Величества Королевы Дании Маргреты II, «Даннеброг» прибыл в Санкт-Петербург в сопровождении патрульного фрегата ВМС Дании «Тетис». Корабль покинул северную столицу 10 сентября.

## Галерея

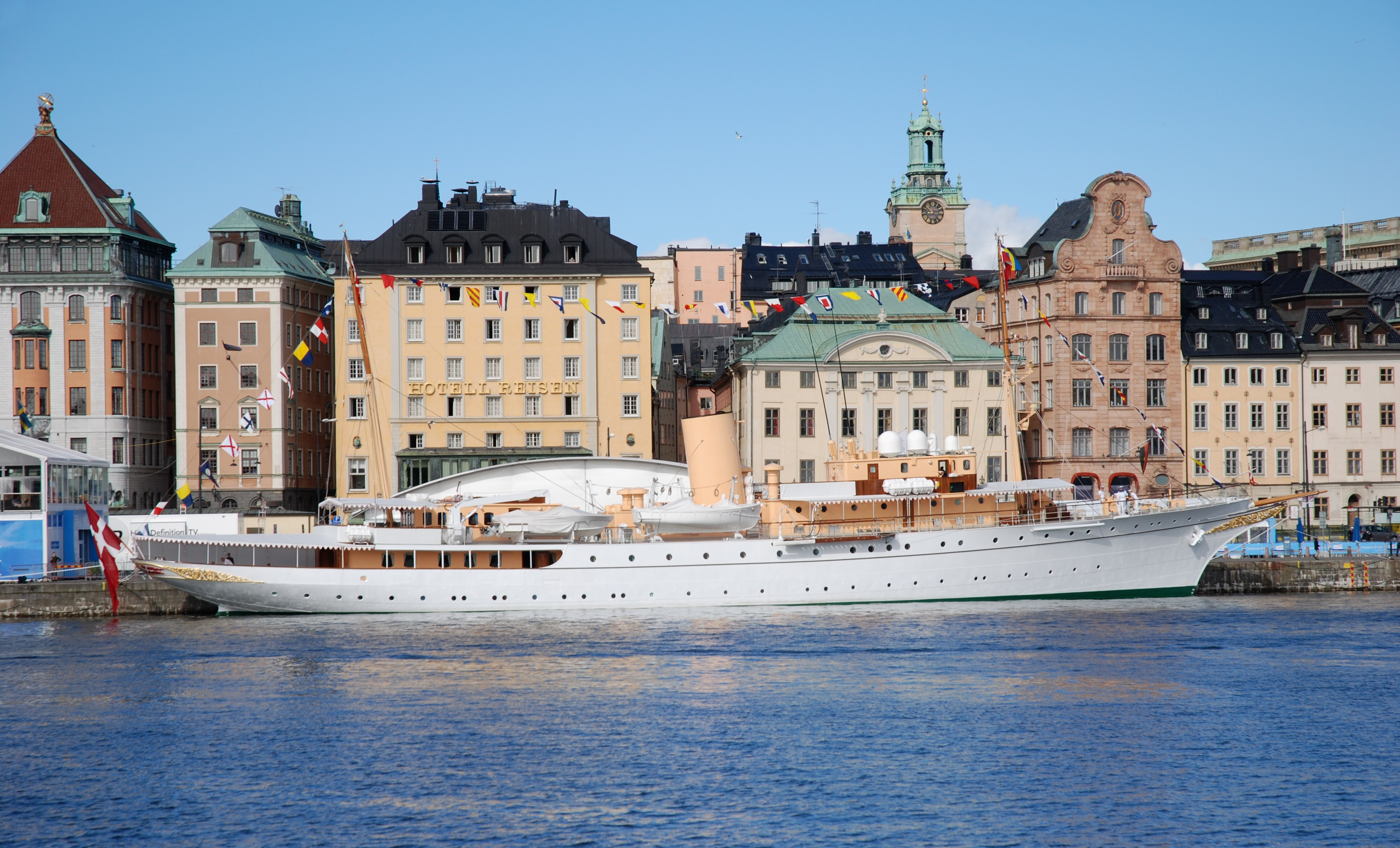
Dannebrog в гавани Стокгольма, 19 июня 2010
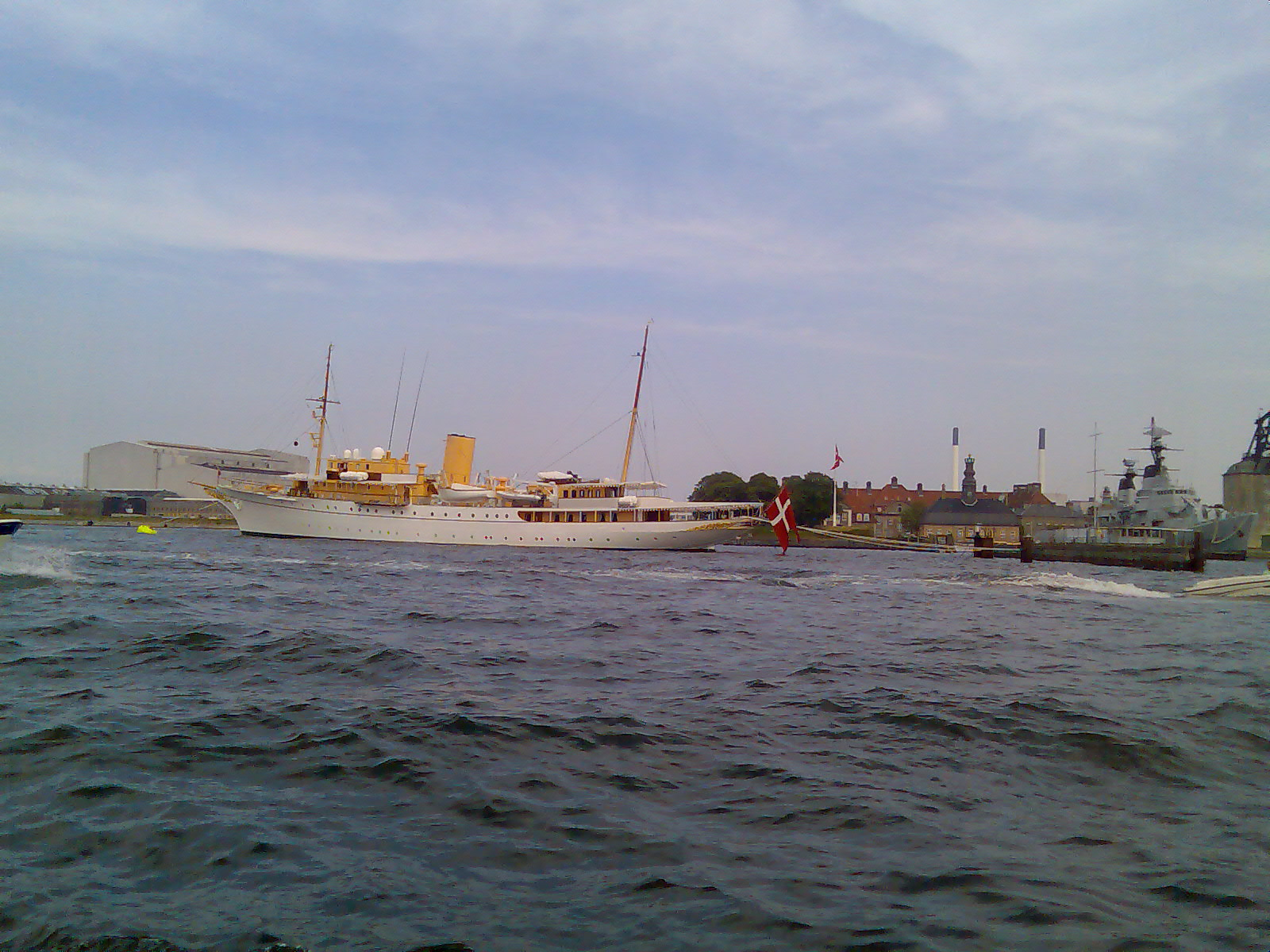
В гавани Копенгагена
Dannebrog в гавани Вагур (Фарерские острова), 2005
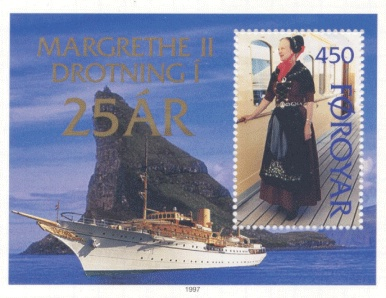
Марка с изображением Dannebrog